# 宋瞻扆
宋瞻扆，福建省福寧府福安縣人，清朝政治人物、進士出身。
光緒十六年（1890年），参加光緒庚寅科殿試，登進士二甲96名。同年五月，改翰林院庶吉士。